# Saguache
Saguache é uma cidade  localizada no estado americano do Colorado, no Condado de Saguache.

## Demografia
Segundo o censo americano de 2000, a sua população era de 578 habitantes.
Em 2006, foi estimada uma população de 595, um aumento de 17 (2.9%).

## Geografia
De acordo com o United States Census Bureau tem uma área de
1,0 km², dos quais 1,0 km² cobertos por terra e 0,0 km² cobertos por água. Saguache localiza-se a aproximadamente 2349 m acima do nível do mar.

## Localidades na vizinhança
O diagrama seguinte representa as localidades num raio de 48 km ao redor de Saguache.